# Susan Blinks
Susan Blinks (Washington, 5 de octubre de 1957) es una jinete estadounidense que compitió en la modalidad de doma.
Participó en los Juegos Olímpicos de Sídney 2000, obteniendo una medalla de bronce en la prueba por equipos (junto con Robert Dover, Guenter Seidel y Christine Traurig). Ganó una medalla de plata en el Campeonato Mundial de Doma de 2002.

## Palmarés internacional
| Juegos Olímpicos   | Juegos Olímpicos              | Juegos Olímpicos  | Juegos Olímpicos |
| Año                | Lugar                         | Medalla           | Categoría        |
| ------------------ | ----------------------------- | ----------------- | ---------------- |
| 2000               | Sídney (Australia)            | Medalla de bronce | Por equipos      |
| Campeonato Mundial |                               |                   |                  |
| Año                | Lugar                         | Medalla           | Categoría        |
| 2002               | Jerez de la Frontera (España) | Medalla de plata  | Por equipos      |